# Sergiusz Prytycki
Sergiusz Prytycki (biał. Сяргей Восіпавіч Прытыцкі, Siarhiej Wosipawicz Prytycki; ur. 19 stycznia?/1 lutego 1913 w Harkawiczach, zm. 13 czerwca 1971 w Mińsku) – białoruski polityk, działacz partyjny i państwowy okresu II Rzeczypospolitej i Związku Radzieckiego, w latach 1968–1971 przewodniczący Rady Najwyższej Białoruskiej SRR.

## Życiorys
W 1931 r. został sekretarzem rejonowego komitetu Komunistycznego Związku Młodzieży Zachodniej Białorusi (KZMZB) w Krynkach, później analogiczną funkcję pełnił w komitecie okręgowym w Grodnie i Słonimiu. Kierował strajkami pracowników leśnych na ziemiach północno-wschodnich II RP. Od 1932 r. był członkiem KPZB, w maju 1933 r. aresztowany, w październiku 1933 r. zwolniony.
W latach 1934–1935 kształcił się na Wyższej Szkole Partyjnej WKP(b) w Mińsku.
27 stycznia 1936 podczas procesu działaczy komunistycznych w Wilnie postrzelił w sali sądowej świadka oskarżenia, prowokatora policyjnego Jakuba Strelczuka. Został wówczas raniony przez policję i aresztowany, 20 czerwca 1936 skazany na karę śmierci, jednak ostatecznie 26 lutego 1937 wyrok zamieniono na karę więzienia. 1 września 1939 uciekł z więzienia po ataku Niemiec na Polskę.
Po włączeniu ziem północno-wschodnich RP w skład Związku Radzieckiego piastował mandat delegata do Zgromadzenia Ludowego Zachodniej Białorusi, które zatwierdziło decyzję (formalnie: podjęło) o włączeniu północno-wschodnich województw RP do Białoruskiej SRR. Później sprawował mandat posła do Rady Najwyższej BSRR oraz urząd wiceprzewodniczącego Obwodowego Komitetu Wykonawczego w Białymstoku (1939–1941).
Po agresji niemieckiej na ZSRR ewakuował się na wschód Białorusi, gdzie od czerwca do sierpnia brał udział w pracach nad stworzeniem systemu obronnego na Mohylewszczyźnie i Homelszczyźnie. W sierpniu 1941 został powołany w szeregi Armii Czerwonej, był instruktorem Zarządu Politycznego Frontu Zachodniego.
Od 20 stycznia 1942 do 1944 piastował stanowisko II sekretarza Komsomołu Białoruskiej SRR, od marca 1944 zastępca szefa, a od 1944 do maja 1945 szef Polskiego Sztabu Ruchu Partyzanckiego.
Po powrocie na Białoruś w 1944 r. objął urząd sekretarza, następnie II sekretarza (23 sierpnia – 13 grudnia 1948) i I sekretarza Obwodowych Komitetów KP(b)B w Grodnie (13 grudnia 1948 – listopad 1951), Baranowiczach (sierpień 1953 – styczeń 1954) i Mołodecznie (styczeń 1954 – luty 1960), a później w Mińsku (luty 1960 – styczeń 1963). Od 30 października 1951 do sierpnia 1953 był zastępcą kierownika Wydziału Organów Partyjnych, Związkowych i Komsomolskich KC Komunistycznej Partii (bolszewików) Białorusi/Komunistycznej Partii Białorusi. Od 18 grudnia 1962 do 23 stycznia 1968 był sekretarzem KC KPB oraz (do grudnia 1965) wicepremierem Białoruskiej SRR.
22 stycznia 1968 objął stanowisko przewodniczącego Prezydium Rady Najwyższej Białoruskiej SRR – urząd sprawował do śmierci. Od 31 października 1961 do końca życia był członkiem KC KPZR. Odznaczony czterema Orderami Lenina i dwoma Orderami Czerwonego Sztandaru (8 października 1943 i 28 czerwca 1945).
Został pochowany na Cmentarzu Wschodnim w Mińsku.
Był prototypem głównego bohatera w filmie fabularnym Czyrwonaje lis´cie (Чырвонае лісьце). Po śmierci stał się przedmiotem kultu państwowego – jego imieniem nazwano m.in. prospekt i plac w Mińsku. W Polsce jego imieniem nazwano Zakłady Stolarki Budowlanej „STOLBUD” w Sokółce, utworzono Izbę Pamięci Siergieja Prytyckiego w rodzinnych Harkawiczach.